# Markus Madeja
Markus Madeja (sinh 1969; có tên Việt là Sơn) là một doanh nhân người Thụy Sĩ, ông là người sáng lập và làm chủ thương hiệu "Rượu Thượng hạng Sơn Tinh" (Sơn Tinh liquor).

## Tiểu sử
Năm 1993 Markus Madeja đến Việt nam để hoàn thành luận án tốt nghiệp Đại học Tổng hợp Zurich, Thụy Sĩ. Trải qua gần 10 năm tìm hiểu về Việt nam, năm 1999 ông bước vào nghề nấu rượu như một cơ duyên và nhanh chóng phát triển thương hiệu rượu Sơn Tinh thành thương hiệu rượu thượng hạng đạt chuẩn quốc tế trên địa bàn thủ đô Hà nội. Ông tiếp tục đeo đuổi đam mê của mình với quá trình đầy những gian truân xây dựng nhà máy sản xuất rượu hiện đại. May mắn đã đến với ông khi thương hiệu rượu Sơn Tinh được các khách hàng trí thức sành rượu Việt yêu thích và lựa chọn.

## Sản phẩm
Năm 2003 Mười hai loại rượu thượng hạng với hương thơm thảo mộc nồng nàn từ núi rừng, dư vị ấm áp ngọt ngào của các loại quả nhiệt đới và các loại rượu trắng chưng cất từ gạo nếp đã để lại ấn tượng khó quên cho người thưởng thức. Năm 2009 ông được Đại sứ Quán Thụy Sĩ vinh danh là một trong những công dân xuất sắc của đất nước Ngân hàng và đồng hồ. Với niềm đam mê đặc biệt dành cho Việt nam và các loại trái cây vùng nhiệt đới đầy ánh nắng, các sản phẩm rượu chiết xuất từ cây trái vùng núi hoang sơ như táo mèo, mơ, mận đỏ đã ra đời và mang đến những bàn tiệc sang trọng cả một câu chuyện ly kỳ về tình yêu cuộc sống.

## Vinh danh
Với những cống hiến không mệt mỏi cho thương hiệu rượu Việt năm 2005 ông được ghi nhận là thành viên danh dự của Hiệp hội rượu Việt Nam. Hiện tại Markus Madeja vẫn đang cần mẫn chắt chiu đóng góp cho sự phát triển của thương hiệu rượu Việt ngang tầm quốc tế. Không phải người Việt Nam nhưng Markus Madeja (Thụy Sĩ) và Dan Dockery (Anh) có tình yêu mãnh liệt với Việt Nam, đặc biệt là với văn hóa ẩm thực dân tộc. Cuối năm 2011, Sơn và Đan (tên tiếng Việt của Dan Dockery vinh dự là khách mời của Chương trình Người Đương Thời - Ban thanh thiếu niên (VTV6) - Đài Truyền hình Việt Nam.